# Johannes Osberghaus
Johannes Osberghaus (* 9. August 1932 in Wuppertal; † 13. Dezember 2017) war ein deutscher evangelischer Kinderevangelist und Autor vor allem christlicher Kinderhörspiele sowie Bücher zur Kirchlichen Kinder- und Jugendarbeit. In seiner jahrzehntelangen Arbeit als leitender Redakteur des Kinderfunks im Evangeliums-Rundfunk produzierte er mehr als 2500 Sendungen und wurde auch als Onkel Johannes oder unter dem Spitznamen Ossi bekannt.

## Leben
Osberghaus erlebte mit 14 Jahren unter der Verkündigung des Wiehler Pfarrers Arno Pagel eine Hinwendung zum christlichen Glauben. 1950 übernahm er das elterliche Schuhgeschäft in Wiehl, das er aber verkaufte, um von 1956 bis 1960 am Missionshaus Bibelschule Wiedenest eine theologische Ausbildung zu absolvieren. Danach war er als Kinderevangelist der Deutschen Zeltmission bundesweit engagiert. 1971 wurde er Redakteur beim Evangeliums-Rundfunk in Wetzlar. Hier leitete er bis 1992 den Kinderfunk. In dieser Zeit schrieb er zahlreiche Hörspiele und über mehr als 2500 Radiosendungen für Kinder. Seine Hörspielfassungen mehrerer Bücher von Patricia St. John wie Das Geheimnis von Wildenwald gehören heute zu den christlichen Kinderklassikern. Von 1992 bis zum Eintritt in den Ruhestand 1995 war er als Reisesekretär des Bibellesebunds tätig. Außerdem betreute er von 1999 bis 2004 die Kindersendungen beim Missionswerk Werner Heukelbach in Bergneustadt. Zusammen mit Ruth Frey und Else Diehl gründete er den „Arbeitskreis für missionarische Kinderarbeit“.
Osberghaus verfasste sieben Praxisbücher für die Arbeit mit Kindern und Teenagern mit Ideensammlungen an Spielen, kreativen Aktionen, Rätseln und Geschichten.
Er war Vater von sechs Kindern und lebte von 1992 bis zu seinem Tod 2017 in Wiehl.

## Veröffentlichungen

### Hörspiele
| Jahr | Titel                                     | Verlag     |
| ---- | ----------------------------------------- | ---------- |
| 1983 | Abraham                                   | ERF-Verlag |
| 1983 | Der Hofnarr                               | ERF-Verlag |
| 1984 | Kinder der Bibel                          | ERF-Verlag |
| 1985 | Das Geheimnis der roten Pupille           | ERF-Verlag |
| 1988 | Der Schatz der Tuscarora / Die Kraftprobe | ERF-Verlag |
| 1988 | Daniel                                    | ERF-Verlag |
| 1988 | Ausbruch aus Tondo                        | ERF-Verlag |
| 1988 | Wo der Fluß beginnt                       | ERF-Verlag |
| 1988 | Tante Olgas Windmühle                     | ERF-Verlag |
| 1988 | Paulus                                    | ERF-Verlag |
| 1988 | Er ist unschuldig                         | ERF-Verlag |
| 1989 | Der verschlossene Garten                  | ERF-Verlag |
| 1989 | Biggy und ihr Tempelfrosch                | ERF-Verlag |
| 1991 | Das Geheimnis von Wildenwald              | ERF-Verlag |
| 1991 | Petrus                                    | ERF-Verlag |

### Bücher
| Jahr | Titel                         | Untertitel                                                                                        | Verlag          |
| ---- | ----------------------------- | ------------------------------------------------------------------------------------------------- | --------------- |
| 1974 | Komm, mach mit                | Lustige Spiele, spannende Geschichten, fröhliche Feste für Jungen und Mädchen                     | Brunnen Verlag  |
| 1979 | Kleines Bibelseminar          |                                                                                                   | Hänssler-Verlag |
| 1986 | Feste feiern                  | Mit vielen frohen Festen durch das Jahr – so wird’s gemacht                                       | Hänssler-Verlag |
| 1990 | Das Schlüsselwort             | Biblische Rätsel vom ERF Kinderfunk                                                               | Hänssler-Verlag |
| 1992 | Feste feiern mit Pfiff        | Ideen, Spielvorschläge, Geschichten und Andachten rund um die Bibel, Umwelt, Indianer, Japan usw. | Hänssler-Verlag |
| 2002 | Spiele zur Bibel              | Tausendfüßlerlauf; Manna sammeln; Zimmer frei?; Zeitungsknüller                                   | Hänssler-Verlag |
| 2007 | Biblische Geschichten spielen |                                                                                                   | Hänssler-Verlag |

### Mitwirken bei Andachtsbüchern
| Jahr | Titel                      | Untertitel                      | Verlag              |
| ---- | -------------------------- | ------------------------------- | ------------------- |
| 1977 | Gott liebt uns alle Tage   | 365 Andachten für Kinder        | R. Brockhaus Verlag |
| 1984 | Guter Gott, wir danken dir | Andachten für Kinder            | R. Brockhaus Verlag |
| 2000 | Ich bin da, lieber Gott    | 366 kunterbunte Kinderandachten | Hänssler-Verlag     |